# Беттвіль (Приморська Сена)
Беттві́ль (фр. Betteville) — колишній муніципалітет у Франції, у регіоні Нормандія, департамент Приморська Сена. Населення — 555 осіб (2011).
Муніципалітет був розташований на відстані близько 140 км на північний захід від Парижа, 26 км на північний захід від Руана.

## Історія
До 2015 року муніципалітет перебував у складі регіону Верхня Нормандія. Від 1 січня 2016 року належав до нового об'єднаного регіону Нормандія.
1 січня 2016 року Беттвіль, Ла-Фольтьєр, Фревіль i Мон-де-л'Іф було об'єднано в новий муніципалітет Сен-Мартен-де-л'Іф.

## Демографія
Динаміка населення (INSEE ):
Розподіл населення за віком та статтю (2006):
| Стать | Всього | До 15 років | 15-24 | 25-44 | 45-64 | 65-85 | Понад 85 |
| --- | ------ | ----------- | ----- | ----- | ----- | ----- | -------- |
| Чоловіки | 240    | 44          | 28    | 60    | 80    | 28    | 0        |
| Жінки | 270    | 71          | 24    | 56    | 79    | 36    | 4        |
| \| Статево-вікова піраміда \| Статево-вікова піраміда \| Статево-вікова піраміда \| \| ----------------------- \| ----------------------- \| ----------------------- \| \| Чоловіки \| Вік \| Жінки \| \| 0 \| 85 + \| 4 \| \| 4 \| 80-84 \| 8 \| \| 8 \| 75-79 \| 12 \| \| 4 \| 70-74 \| 8 \| \| 12 \| 65-69 \| 8 \| \| 20 \| 60-64 \| 12 \| \| 8 \| 55-59 \| 20 \| \| 24 \| 50-54 \| 8 \| \| 28 \| 45-49 \| 39 \| \| 28 \| 40-44 \| 28 \| \| 20 \| 35-39 \| 12 \| \| 4 \| 30-34 \| 12 \| \| 8 \| 25-29 \| 4 \| \| 12 \| 20-24 \| 8 \| \| 16 \| 15-20 \| 16 \| \| 4 \| 10-14 \| 39 \| \| 12 \| 5-9 \| 24 \| \| 28 \| 0-4 \| 8 \| |        |             |       |       |       |       |          |
| Статево-вікова піраміда |        |             |       |       |       |       |          |
| Чоловіки | Вік    | Жінки       |       |       |       |       |          |
| 0 | 85 +   | 4           |       |       |       |       |          |
| 4 | 80-84  | 8           |       |       |       |       |          |
| 8 | 75-79  | 12          |       |       |       |       |          |
| 4 | 70-74  | 8           |       |       |       |       |          |
| 12 | 65-69  | 8           |       |       |       |       |          |
| 20 | 60-64  | 12          |       |       |       |       |          |
| 8 | 55-59  | 20          |       |       |       |       |          |
| 24 | 50-54  | 8           |       |       |       |       |          |
| 28 | 45-49  | 39          |       |       |       |       |          |
| 28 | 40-44  | 28          |       |       |       |       |          |
| 20 | 35-39  | 12          |       |       |       |       |          |
| 4 | 30-34  | 12          |       |       |       |       |          |
| 8 | 25-29  | 4           |       |       |       |       |          |
| 12 | 20-24  | 8           |       |       |       |       |          |
| 16 | 15-20  | 16          |       |       |       |       |          |
| 4 | 10-14  | 39          |       |       |       |       |          |
| 12 | 5-9    | 24          |       |       |       |       |          |
| 28 | 0-4    | 8           |       |       |       |       |          |

## Економіка
2010 року серед 376 осіб працездатного віку (15—64 років) 270 були активними, 106 — неактивними (показник активності 71,8%, у 1999 році було 74,5%). З 270 активних мешканців працювало 258 осіб (146 чоловіків та 112 жінок), безробітними було 12 (2 чоловіки та 10 жінок). Серед 106 неактивних 36 осіб було учнями чи студентами, 32 — пенсіонерами, 38 були неактивними з інших причин.

У 2010 році в муніципалітеті числилось 204 оподатковані домогосподарства, у яких проживали 549,0 особи, медіана доходів виносила 20 244 євро на одного особоспоживача